# Tauwerk

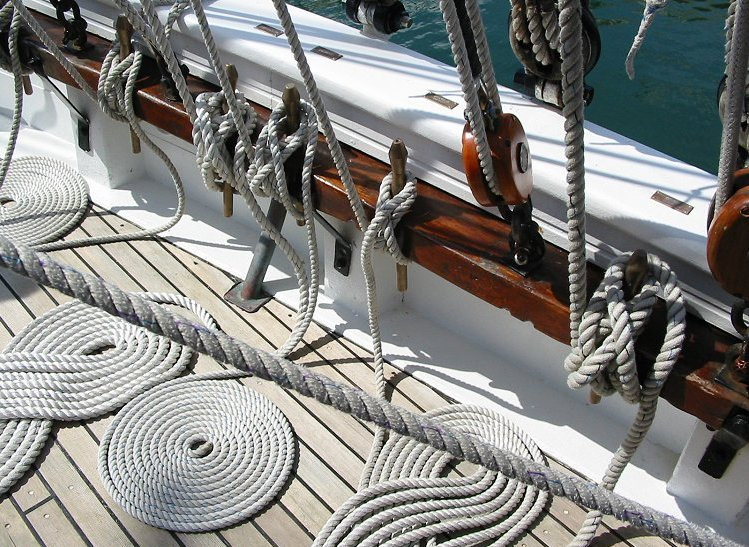
Tauwerk an Deck eines Segelschiffs

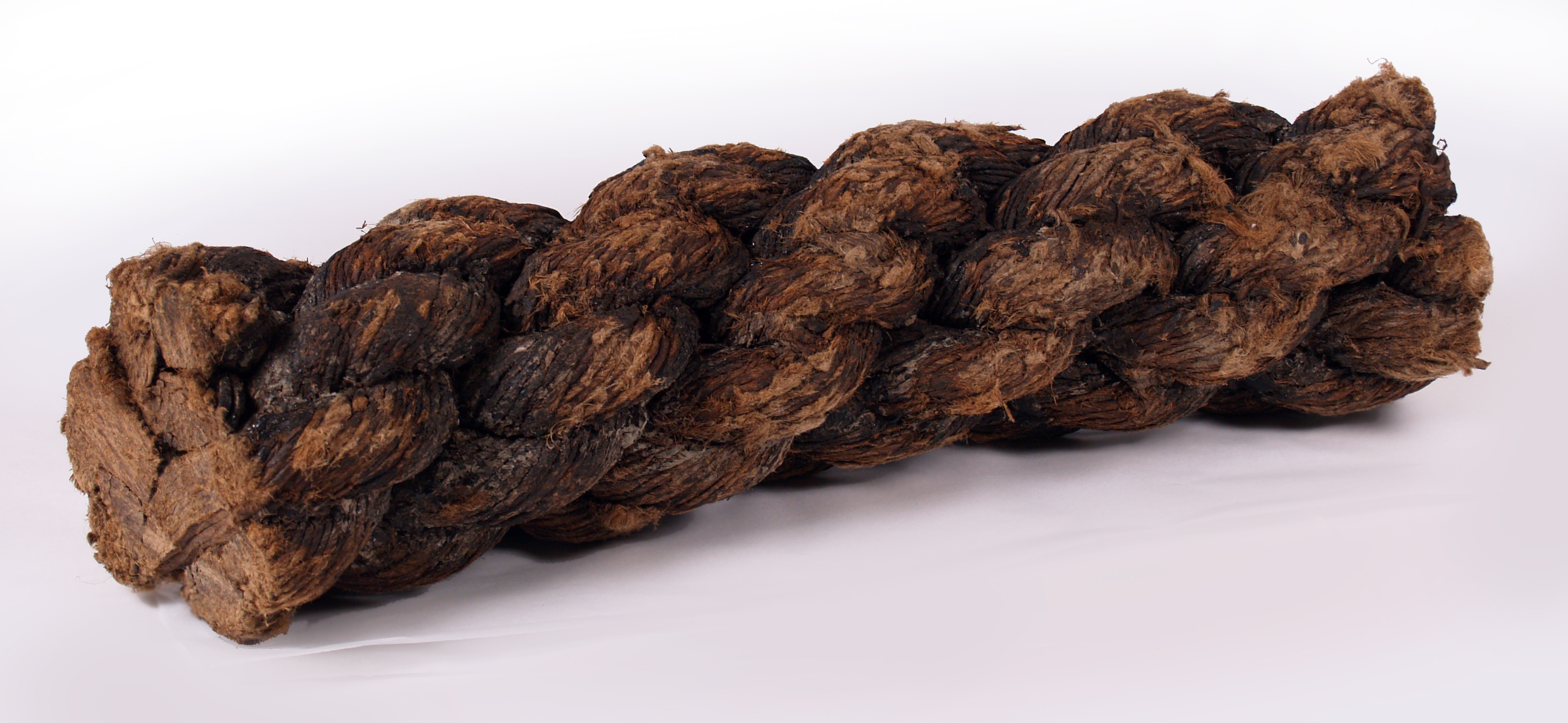
Tauwerkfragment der Mary Rose aus dem 16. Jahrhundert

Tauwerk ist in der Seemannssprache der Oberbegriff für alle geschlagenen und geflochtenen Seile aus Natur- und synthetischen Fasern. Eine besondere Gruppe des Tauwerkes bildet das Herkulestauwerk, das eine Seele (Kern) aus Drahtseil hat.

## Aufbau

### Geschlagenes Tauwerk
Der Aufbau geschlagenen Tauwerks beruht auf dem Zusammendrehen von abwechselnd links- und rechtsherum gedrehten Strängen unter Spannung. Somit sind bei den meist gebräuchlichen Seilen drei Kardeele rechtsherum verdreht, die ihrerseits linksherum aus einer Vielzahl von Garnen zusammengesetzt sind. Die Garne sind wieder rechtsherum aus einzelnen Fäden zusammengesetzt, die ihrerseits wieder aus linksherum gedrehten einzelnen Fasern zusammengesetzt sind.
Übersicht
- Faser = Grundelement eines Fadens
- Faden = aus mehreren verdrillten Fasern zusammengesetzt
- Garn = aus mehreren entgegengesetzt verdrillten Fäden zusammengesetzt
- Kardeel = aus mehreren entgegengesetzt verdrillten Garnen zusammengesetzt
- Seil = aus mehreren entgegengesetzt verdrillten Kardeelen zusammengesetzt
- Tross = aus mehreren entgegengesetzt verdrillten Seilen zusammengesetzt

### Geflochtenes Tauwerk
Geflochtenes Tauwerk gibt es in drei Ausführungen:
- als Quadratgeflecht (Squareline): Acht Kardeele werden miteinander verflochten. Von diesen sind jeweils die Hälfte links- bzw. rechtsherum gedreht, so dass sich ein etwa quadratischer Tauwerksquerschnitt ergibt. Diese Flechtart hat den Vorteil, dass das entstandene Seil sehr dehnbar und handlich ist.
- als Hohlgeflecht: Diese Leine besteht nur aus lasttragenden Fasern und ist dadurch sehr leicht und auch leicht zu spleißen.
- als Kern-Mantel-Geflecht: Der lasttragende Teil der Leine wird von einem Mantel umgeben, der den Kern vor Abrieb und Witterungseinflüssen schützt.

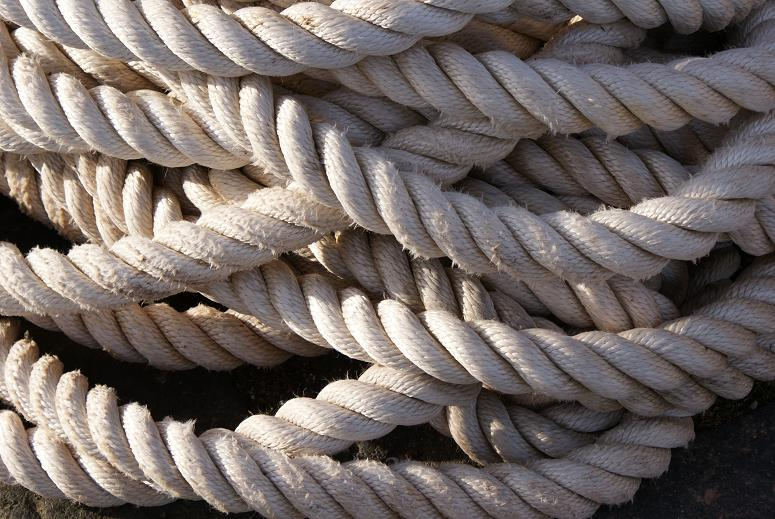
Geschlagenes Tauwerk
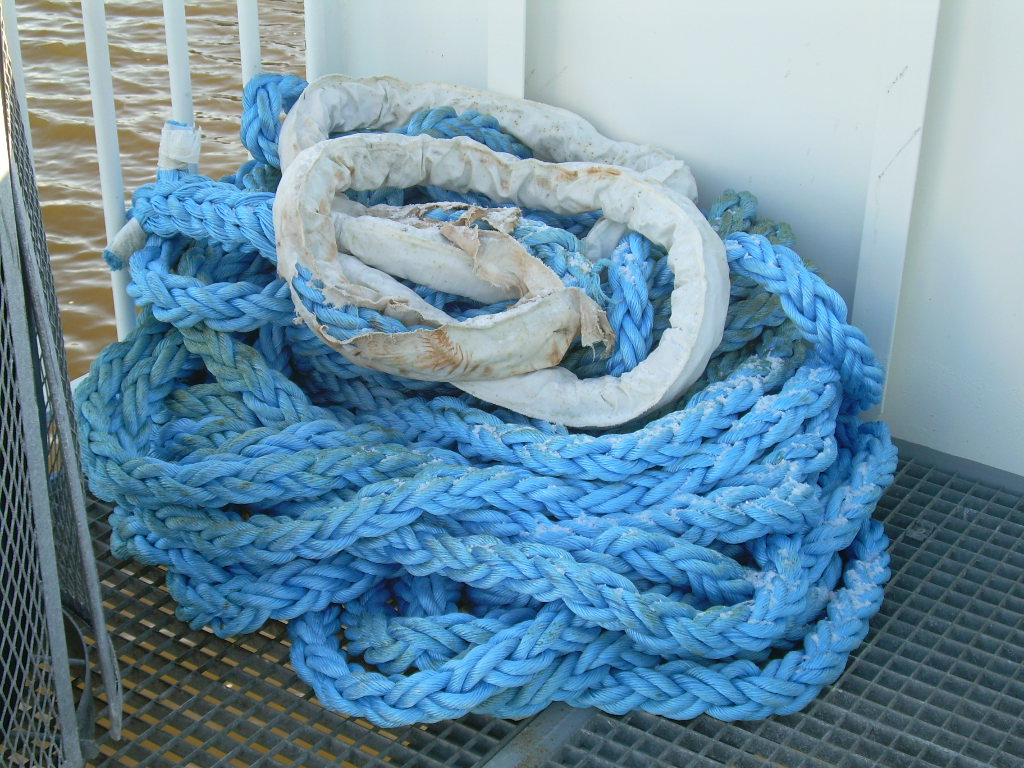
Quadratgeflochtenes Tauwerk („Squareline“)
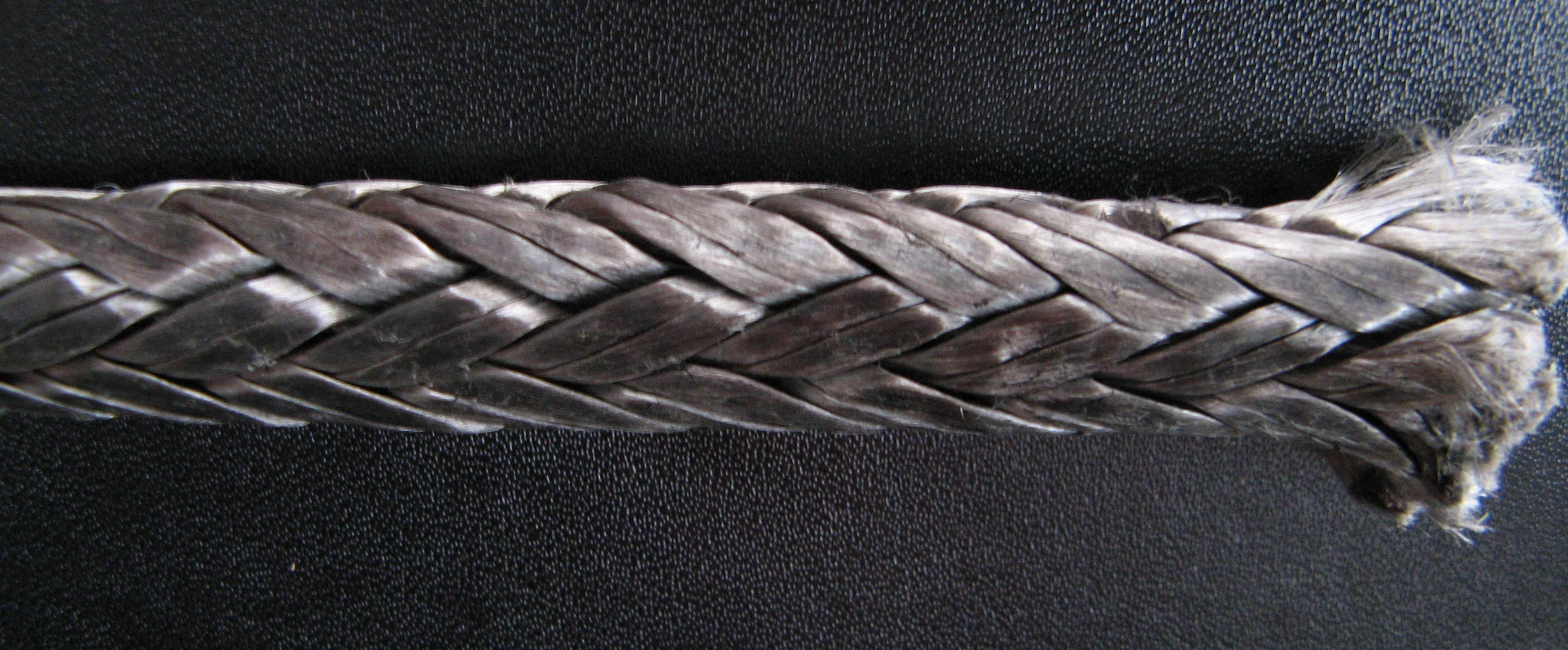
Hohlgeflecht aus Dyneema
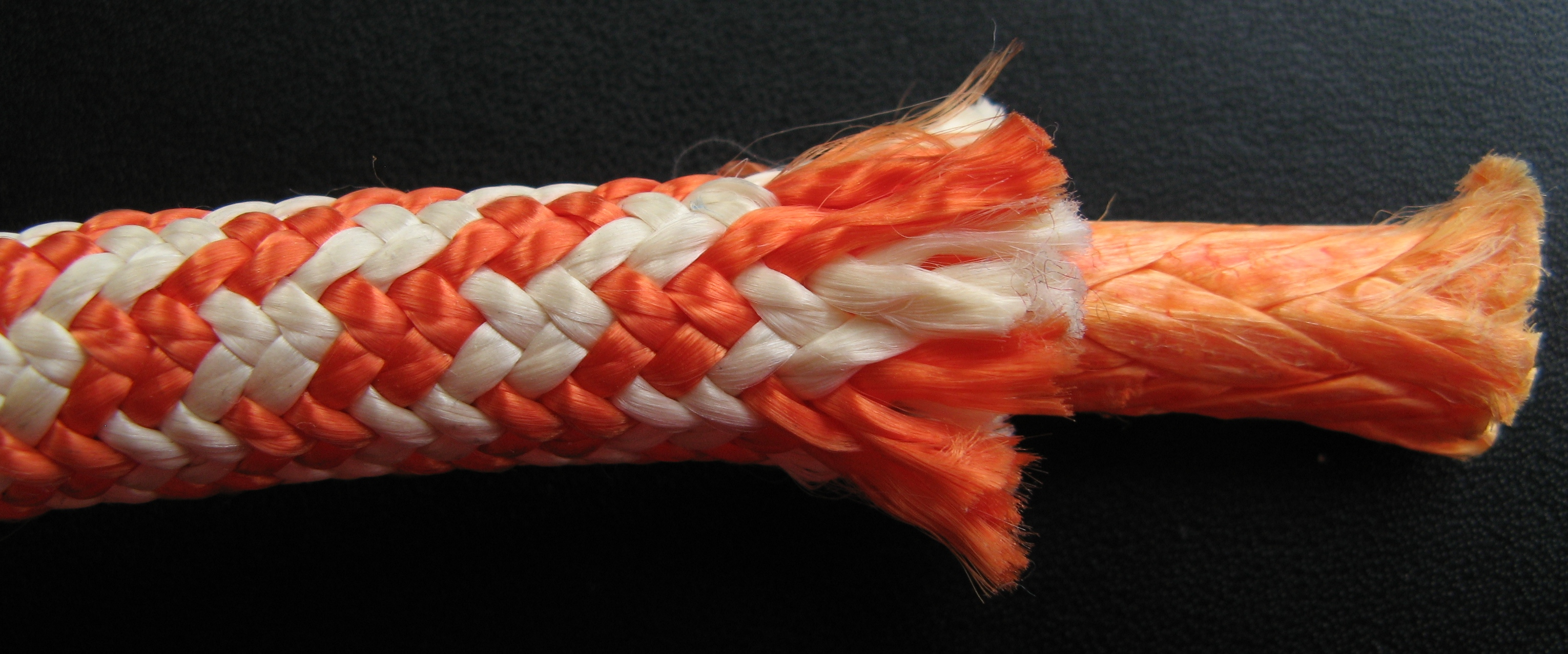
Kern-Mantel-Geflecht. Der schützende Mantel ist teilweise zurückgezogen und legt den lasttragenden Kern aus Dyneema frei

## Verwendung der Begriffe „Tau“ und „Tauwerk“
Der Begriff Tau ist seemännisch nur als Wortteil gebräuchlich, so als Geitau zum Aufgeien eines Rahsegels. Für ein einzelnes „Tau“ verwendet man beispielsweise den Begriff „Leine“ oder „Ende“.
Der Begriff Tauwerk ist ein Oberbegriff und wird für das Material an sich benutzt. Tauwerk bezeichnet nicht einen konkreten Gegenstand (also nicht: „Gib mir bitte mal das Tauwerk dort.“, sondern „Gib mir bitte mal die Leine dort.“ Aber: „Er handelt mit Tauwerk.“).

## Tauwerkstypen in der Seefahrt mit Verwendung
Heute noch allgemein gebräuchliche Begriffe sind fett dargestellt. In der Seefahrt unübliche oder gar verpönte Begriffen wie „Band“, „Schnur“, „Kordel“ u. ä. sind hier nicht aufgeführt.
- Garn: dünnes Bändsel zum Nähen oder für Taklinge (sog. Takelgarn) oder für allgemeine Befestigungsarbeiten („Festbändseln“)
- Schiemannsgarn: dünnes (ca. 4 mm), geteertes Naturfasertauwerk
- Bändsel: dünnes Tauwerk für allgemeine Befestigungsarbeiten, etwas dicker als Garn (typischerweise etwa 2–6 mm Durchmesser).
- Zeiser bzw. Zeising: kurzes Tauwerk, manchmal auch aus Gurtband, für verschiedene Zwecke wie beispielsweise zum Festzurren von Segeln oder Ausrüstung
- Leine: allgemeiner Ausdruck für Tauwerk mittleren Durchmessers (typischerweise etwa 6–20 mm Durchmesser). Das Wort Leine verweist auf das ursprüngliche Material, die Flachsfaser des Leins.
- Pferdeleine: starke Leine aus Hanf[1]
- Trosse: schwere Leine mit großem Durchmesser, zum Beispiel zum Festmachen von großen Schiffen